# Environnement en Biélorussie
L'environnement en Biélorussie est l'environnement (ensemble des éléments - biotiques ou abiotiques - qui entourent un individu ou une espèce et dont certains contribuent directement à subvenir à ses besoins) du pays Biélorussie.

## La biodiversité en Biélorussie

### Milieux, faune et flore

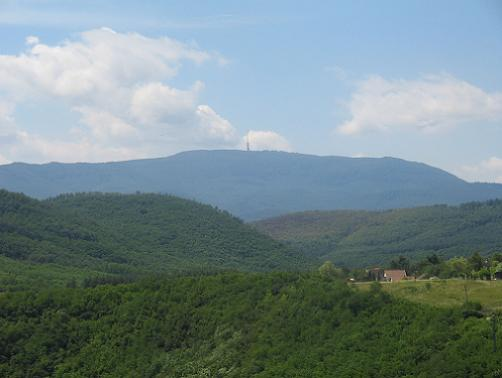
Monts Mátra

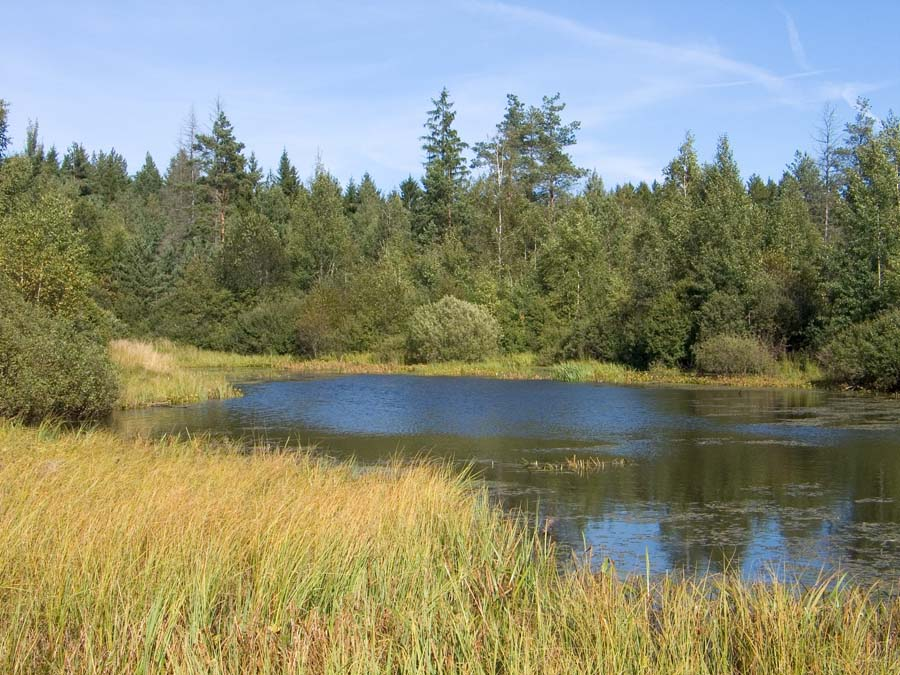
Un paysage naturel biélorusse.

La Biélorussie est située sur la bordure orientale de l'Europe, sans accès à la mer. Elle a une superficie de 207 600 km2.
Le territoire biélorusse est un territoire ouvert (sans limites naturelles précises). Il s'agit d'une grande plaine de faible altitude (159 mètres d'altitude en moyenne), dont le point culminant est le mont chauve, appelé par les Soviétiques mont Dzerjinski (345 mètres).
Ce pays plat possède une des plus vastes régions marécageuses d'Europe (le marais du Pripiat), et est couvert de vastes forêts. Il est aussi sillonné par de grands fleuves (la Dvina et le Niémen, qui drainent les cours d'eau du nord et de l'ouest du pays vers la mer Baltique, et le Dniepr, qui draine ceux de l'est et du sud vers la mer Noire), et aussi par de nombreuses rivières, le territoire étant ponctué de plus de dix mille lacs (le plus grand, le lac Naratch, a une superficie de 79,6 km2) qui lui valent le surnom de « pays aux yeux bleus ». Les terres marécageuses ou humides occupent ainsi presque un tiers du territoire, et les forêts un autre tiers.
La Biélorussie connaît un climat continental et humide. La moyenne annuelle des précipitations varie entre 550 et 700 mm. Les températures maximales d'ouest en est varient de −4 °C à −8 °C en janvier, et de 17 °C à 19 °C en juillet.
Trois grandes régions naturelles sont généralement distinguées :
- le nord : le climat est rigoureux, les terres pauvres, la densité de la population particulièrement faible ;
- le centre du pays, plus dense et avec des terres plus riches ;
- le sud (Polésie et région de Homiel) : marécages et forêts dominent, la densité de la population est faible.

### Pression sur les ressources non renouvelables

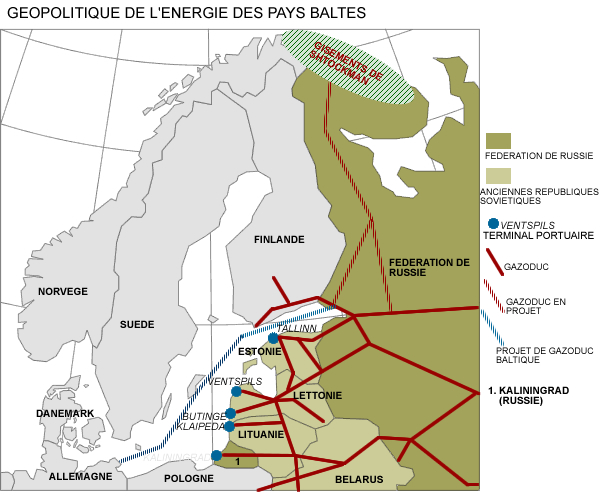
Carte du réseau de gazoducs, des gisements et des ports en mer Baltique.

## Impacts sur les milieux naturels

### Pollutions

#### Les émissions de gaz à effet de serre (GES)
En 2012, les émissions de gaz à effet de serre (GES) étaient de ... MTCO2, soit ... % des émissions mondiales.

### Impacts de l'urbanisation
Outre la capitale Minsk (1 950 000 hab.), les principales villes sont Homiel (520 000 hab.), Mahiliow (378 000 hab.), Vitebsk (370 000 hab.), Hrodna (365 000 hab.), Brest (340 000 hab.) et Bobrouïsk (217 000 hab.). Quinze villes comptent plus de cent mille habitants.

## L'exposition aux risques

### Risques naturels
La Biélorussie est exposée à de multiples aléas naturels : séismes, tempêtes, incendies, glissements de terrain, sécheresses et canicules...

### Catastrophe de Tchernobyl

Carte indiquant l'état de la contamination au césium 137 en 1996 sur la Biélorussie, la Russie et l'Ukraine

Le pays a été marqué par la catastrophe de Tchernobyl le 26 avril 1986. L'explosion nucléaire a contaminé 25 % du territoire, et aurait concerné au niveau international 5 millions de personnes selon l'OMS.
Une zone de 30 km autour de la centrale a été évacuée, un premier sarcophage a été construit autour du réacteur éventré, les bêtes trouvées (chiens, chats, volailles, bétails et animaux sauvages) ont été tuées afin d'éviter une propagation de la radioactivité, et une forêt entière, victime de la radioactivité, a été abattue et enfouie... La contamination s'est faite au gré des vents et des pluies sous forme de taches. 
Le rapport de 2007 de l'IRSN rapporte que dans la semaine qui a suivi l’accident, les autorités soviétiques ont procédé à l’évacuation des habitants des localités des environs, soit plus de 135 000 personnes, qui ont dû être relogées ultérieurement. Comme le note Philippe Coumarianos : « entre le 27 avril et le 7 mai, deux villes et soixante-dix localités, situées dans un rayon de 30 kilomètres autour de la centrale, furent vidées de leurs habitants. Cette zone d'exclusion couvre une superficie de près de 300 000 hectares, à cheval sur les territoires ukrainien et biélorusse. (…) Au total, environ 250 000 personnes quittèrent leurs foyers ».
Le déplacement des populations vivant dans les zones d’exclusion a également engendré un coût, et encore de nombreuses personnes vivent en territoire contaminé (en Biélorussie, le pays le plus touché, 1,6 million de personnes) et connaissent donc des difficultés. Il a également fallu créer de nouveaux établissements de santé et prendre des mesures sanitaires.
Les animaux chroniquement irradiés rencontrent des difficultés pour se reproduire. Les rongeurs survivants sont devenus hypersensibles aux rayonnements artificiels, même à très faibles doses.

## Politique environnementale en Biélorussie

### Traités internationaux
La Biélorussie a ratifié le protocole de Kyoto en 2005.

### Évaluation environnementale globale
En 2015, l'organisation Global Footprint Network (GFN) indique que la Biélorussie a une biocapacité s'élèvant à environ xx hag (hectare global par habitant) inférieure à l'empreinte écologique à xx hag.
Le jour du dépassement (date de l’année, calculée par l'ONG américaine Global Footprint Network, à partir de laquelle l’humanité est supposée avoir consommé l’ensemble des ressources que la planète est capable de régénérer en un an) du pays est le 20 juin.